# Youssof Kohzad
Youssof Kohzad (* 1935 in Kabul) ist ein afghanischer Dichter, Schauspieler und Künstler und Schriftsteller.

## Leben
Kohzad wurde 1935 in Chendawol, einem Stadtteil von Kabul geboren. Nach dem Abschluss des deutschen Nejat-Gymnasium in Kabul schrieb er Theaterstücke und führte sie im Kabuler Theater auf. Danach ging er auf die Hochschule für Kunst in Rom. Im Jahr 1953 beendete er dort seine künstlerische Ausbildung.
Im Jahr 1965 kehrte er aus Rom Zurück. Er reiste mit anderen afghanischen Künstlern in die damalige Sowjetunion, nach Indien und in die DDR. 
- Von 1966 bis 1969 war er Leiter für Bildende Kunst im Ministerium für Kunst und Medien in Afghanistan.
- 1971 wurde er Berater für das Kabuler Theater.
- 1976 wurde Kohzad dann Kultusminister.

Im gleichen Jahr gründete er die Nationalgalerie in Kabul. Damals besaß die Galerie 700 Gemälde, von denen heute noch dreißig vorhanden sind. 1992 fanden er und seine Familie auf ihrer Flucht vor den Mudschahedin zunächst Zuflucht in Indien. Später flüchteten er und seine Familie in die Vereinigten Staaten, wo sie derzeit in Tracy in Kalifornien leben.

## Werke
- Aspekte der Schönheit in der Kunst
- Eine Sammlung von Poesie
- Die von Gott geschaffene Kunst

Gedichte
- Schwarze Perlen